# 莘庄耶稣堂
莘庄耶稣堂位于中国上海市闵行区莘庄镇莘浜路551号莘庄公园西侧，为一座基督新教教堂。教堂原为莘庄聚会点，1989年4月设立，1995年登记为聚会点，2004年3月经批准扩建，2005年5月献堂。

## 开放时间
周日：8：30—10：30 12：30—14：30  主日崇拜